# Traité d'Alexandropol
Le traité d'Alexandropol met fin à la guerre arméno-turque.
Après la fin de la Première Guerre mondiale, durant la guerre d'indépendance turque dont l'objectif était la révision du traité de Sèvres, le traité d'Alexandropol est signé entre la république démocratique d'Arménie et les Turcs à Alexandropol (Gyumri) le 2 décembre 1920. Il met fin à la guerre turco-arménienne qui avait commencé le 12 septembre 1920, avec l’invasion turque des anciennes terres ottomanes cédées à l’Arménie un mois auparavant dans le traité de Sèvres. Il remplace le traité de Batoum signé le 4 juin 1918 et est rendu caduc par le traité de Kars du 13 octobre 1921, signé après que l'Arménie a été intégrée à la Russie soviétique.